# Afinată
L'afinată és un licor dolç, que s'obté barrejant xarop de nabius fresc (afin en romanès, d'on pren el nom), amb alcohol etílic.

## Preparació
L'afinată és una beguda que es produeix a les èpoques d'estiu i que després es consumeix durant l'hivern, això es deu al període de maceració d'uns mesos per tal d'obtenir un licor aromatitzat i alcohòlic en el punt adequat.
S'utilitzen nabius frescos, ben netejats i rentats, dipositats juntament amb el sucre en capes alternes. Al final d'aquest procés es cobreix la boca de la damajuana amb una gasa i es deixa reposar al sol on el contingut es convertirà en un xarop. En aquest punt s'afegeix alcohol etílic amb una concentració d'almenys el 80%.